# Mason, Texas
Mason är administrativ huvudort i Mason County i Texas sedan den 20 maj 1861. Mason hade 2 114 invånare enligt 2010 års folkräkning.